# 莫斯利霍爾鎮區 (北卡羅萊納州勒諾縣)
莫斯利霍爾鎮區（英語：Moseley Hall Township）是位於美國北卡羅萊納州勒諾縣的一個鎮區。

## 地方資料
莫斯利霍爾鎮區的面積為120.13平方千米，當中陸地面積為119.56平方千米，而水域面積為0.57平方千米。根據2020年美國人口普查的數據，當地共有人口5245人，而人口密度為每平方千米43.66人。